# Alekszandr Anatoljevics Kerzsakov
Alekszandr Anatoljevics Kerzsakov (oroszul: Александр Анатольeвич Кержаков; Kingiszepp, 1982. november 27. –) orosz válogatott csatár.

## Pályafutása

### Zenyit
Alekszandr Kerzsakov Szentpéterváron a Szmena labdarúgó iskolába járt focizni 1999-ben. 2000-ben az amatőr FK Szvetogorec csapatát 18 góllal segítette.
2001-ben a Zenyithez igazolt, első meccsét márciusban játszotta, míg debütálni júniusban tudott a Szpartak Moszkva ellen. Első szezonjában második számú csatár volt Alekszandr Panov mögött. A 2000–01-es idény végén a Zenyit a harmadik helyen végzett az Orosz Premier League-ben. 2002-ben Andrej Arsavinnal együtt behívták az orosz válogatottba.
2003-ban egy cseh menedzser Vlastimil Petržela első számú csatárrá léptette elő Kerzsakovot, így gólkirály tudott lenni a bajnokságban. Petržela vezetése alatt Kerzhakov mesterhármast lőtt a 2004–2005-ös UEFA-kupában az AEK Athén ellen. A Zenyitnek segített bejutni a legjobb 32 közé a Vitória, a Beşiktaş, és a Bolton ellen, valamint egy duplával a Sevilla ellen. Az egyenes kieséses szakaszban gólt lőtt a Rosenborgnak és a Marseille-nek, így juttatva a Zenyitet a negyeddöntőbe, ahol aztán a Sevilla egy 5–2-es győzelemmel múlta felül a remekül játszó Szentpéterváriakat.
2006 nyarán Kerzsakov elhatározta, hogy elhagyja az orosz csapatot.

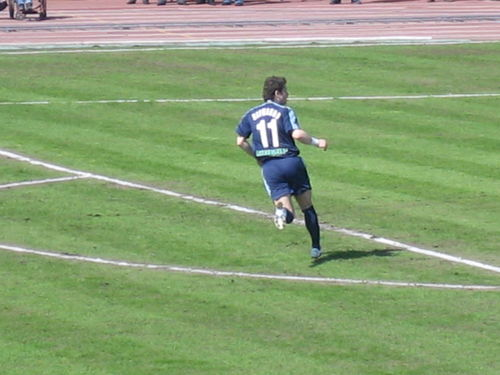
Kerzsakov a Zenyit támadása közben

### Sevilla
2006. december 28-án Alekszandr a Sevillával egy 5 és fél éves szerződést írt alá 5 millió euró ellenében. Juande Ramos Luís Fabiano és Frédéric Kanouté cseréjeként számított rá. Első pályára lépésére 2007. január 14-éig kellett várni, míg debütálására 2007. január 28-án került sor a 4-2 Levante UD elleni mérkőzésen, amelynek végeredménye 4-2 volt. A Tottenham elleni UEFA-kupa negyeddöntőn győztes gólt szerzett, így 4-3-as győzelemmel jutottak be az elődöntőbe, onnan pedig a döntőbe, ahol aztán sikert arattak, a Sevilla pedig zsinórban másodszor nyerte meg a második számú európai kupát.
Miután Juande Ramost felkérték a Tottenham vezetésére, az új edző Manuel Jiménez vezetése alatt mindössze négy meccsen játszott és csak negyedik számú csatár volt Luís Fabiano, Frédéric Kanouté és Arouna Koné mellett. Mikor kiderült, hogy Kerzsakov el akarja hagyni a Sevillát, a Tottenham, a Manchester United és a PSG is érdeklődni kezdett iránta.

### Gyinamo Moszkva
2008 februárjában Alekszandr Kerzsakov 3 éves szerződést írt alá az orosz Gyinamo Moszkvával.

### A válogatottban
Kerzsakov 2001-ben az orosz U21-es csapatban kezdte válogatott pályafutását. A felnőtt válogatottban első mérkőzését 2002. március 27-én Észtország ellen játszotta.
Oleg Romancev behívta a 2002-es vb-keretbe. Oroszország első két meccsén (Tunézia és Japán ellen) csak a kispadon ült, de a belgák ellen Valerij Karpin cseréjeként már játszott.

## Elismerések

### Csapat
- 2001 - Orosz Premier Liga, 3. helyezés
- 2003 - Orosz Premier Liga, 2. helyezett
- 2003 - Orosz Kupa, győztes
- 2004 - Orosz Premier Liga, gólkirály(18 góllal)
- 2007 - UEFA-kupa, győztes
- 2007 - Primera División, 3. hely
- 2007 - Copa del Rey, győztes

### Egyéni
- 2002 - Az orosz bajnokság legjobb fiatal játékosa, Első öt díj
- 2002, 2003 - Sztrelec-díj Oroszország legjobb csatárának
- 2003 - A Sport-Express újság szerint a legjobb csatár
- 2004 - Az év úriembere (a Komszomolszkaja Pravda újság kitüntetése)
- 2005 - Az orosz bajnokságban dolgozó edzők szavazatai alapján az Év Játékosa.

## Pályafutás statisztikák
| Klub              | Szezon            | Bajnokság | Bajnokság | Bajnokság | Kupa     | Kupa | Kupa     | Európa   | Európa | Európa   | Szuper Kupa | Szuper Kupa | Szuper Kupa | Összesen | Összesen | Összesen |
| Klub              | Szezon            | Mérkőzés  | Gól       | Gólpassz  | Mérkőzés | Gól  | Gólpassz | Mérkőzés | Gól    | Gólpassz | Mérkőzés    | Gól         | Gólpassz    | Mérkőzés | Gól      | Gólpassz |
| ----------------- | ----------------- | --------- | --------- | --------- | -------- | ---- | -------- | -------- | ------ | -------- | ----------- | ----------- | ----------- | -------- | -------- | -------- |
| Zenyit            | 2001–02           | 28        | 6         | 7         | 5        | 2    | 1        | 0        | 0      | 0        | 0           | 0           | 0           | 33       | 8        | 8        |
| Zenyit            | 2002–03           | 29        | 14        | 2         | 2        | 0    | 1        | 2        | 2      | 0        | 0           | 0           | 0           | 33       | 16       | 3        |
| Zenyit            | 2003–04           | 27        | 13        | 6         | 3        | 3    | 0        | 0        | 0      | 0        | 0           | 0           | 0           | 30       | 16       | 3        |
| Zenyit            | 2004–05           | 29        | 18        | 4         | 6        | 6    | 2        | 7        | 6      | 0        | 0           | 0           | 0           | 42       | 30       | 6        |
| Zenyit            | 2005–06           | 25        | 7         | 8         | 5        | 5    | 0        | 14       | 7      | 3        | 0           | 0           | 0           | 44       | 19       | 11       |
| Zenyit            | 2006–07           | 21        | 6         | 1         | 2        | 0    | 0        | 0        | 0      | 0        | 0           | 0           | 0           | 23       | 6        | 1        |
| Zenyit            | Összesen          | 159       | 64        | 28        | 23       | 16   | 4        | 23       | 16     | 3        | 0           | 0           | 0           | 205      | 95       | 32       |
| Sevilla FC        | 2006–07           | 15        | 5         | 2         | 5        | 0    | 0        | 8        | 2      | 1        | 0           | 0           | 0           | 28       | 7        | 3        |
| Sevilla FC        | 2007–08           | 2         | 3         | 0         | 0        | 0    | 0        | 1        | 1      | 0        | 0           | 0           | 0           | 3        | 4        | 0        |
| Sevilla FC        | Összesen          | 17        | 8         | 2         | 5        | 0    | 0        | 9        | 3      | 1        | 0           | 0           | 0           | 31       | 11       | 3        |
| Teljes Pályafutás | Teljes Pályafutás | 176       | 72        | 30        | 28       | 16   | 4        | 32       | 19     | 4        | 0           | 0           | 0           | 236      | 105      | 35       |